# 王寬 (景泰進士)
王寬（1424年—？年），字居仁，四川重慶府長壽縣人，民籍，治《詩經》，年三十一歲中式景泰五年甲戌科第三甲第一百七十九名進士。八月二十九日生，行一。由國子生中式四川鄉試第三十二名舉人，會試中式第三百五名。

## 家族
曾祖王均海；祖王必貴；父王子良；母谷氏；繼母袁氏。重慶下，妻陳氏，弟宏；定。